# Cytothymia obsita
Cytothymia obsita är en fjärilsart som beskrevs av George Francis Hampson 1910. Cytothymia obsita ingår i släktet Cytothymia och familjen nattflyn. Inga underarter finns listade i Catalogue of Life.